# An der Reimlinger Mauer 5

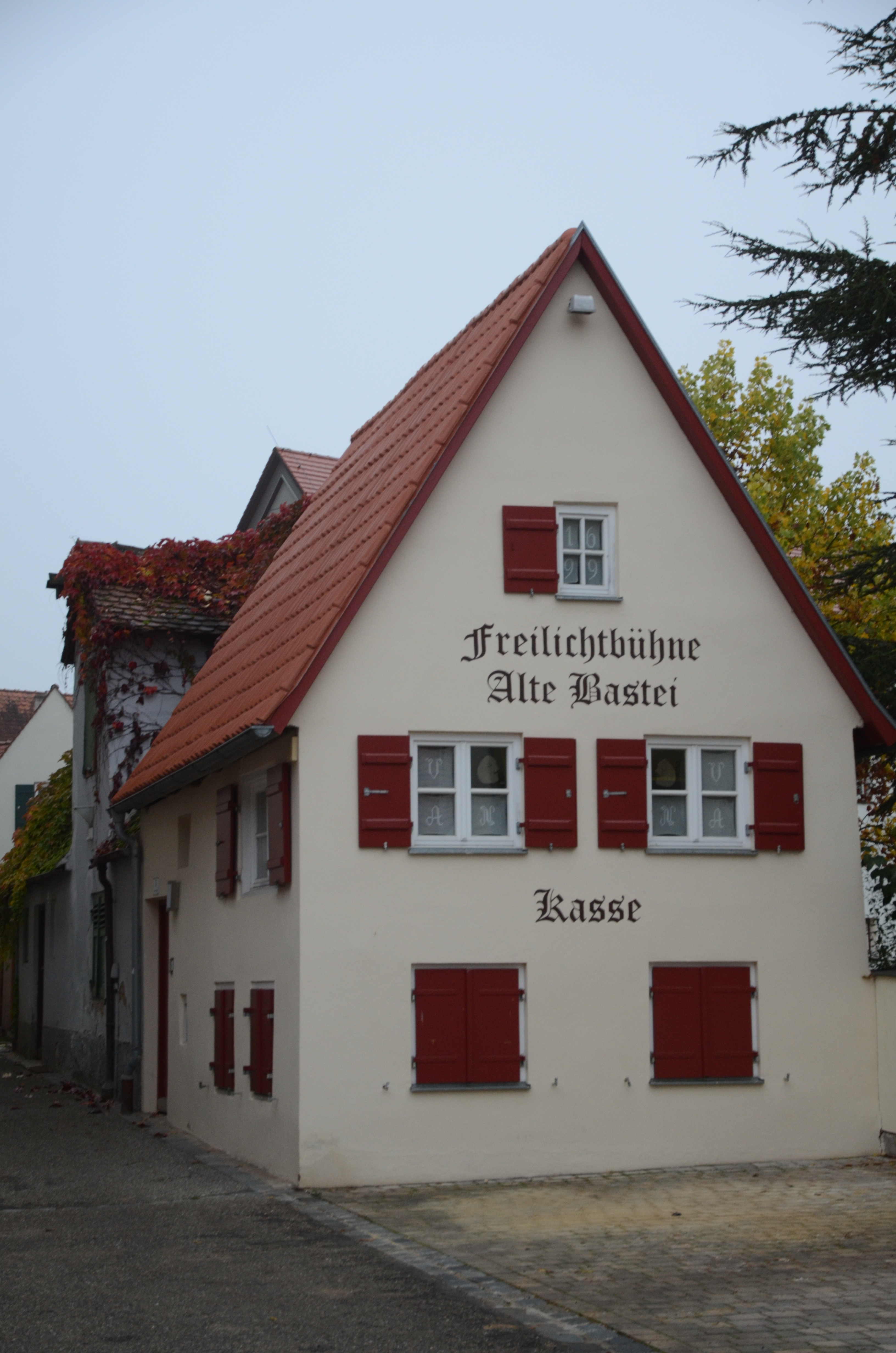
Fachwerkhaus An der Reimlinger Mauer 5 in Nördlingen

Das Gebäude An der Reimlinger Mauer 5 in Nördlingen, einer Stadt im schwäbischen Landkreis Donau-Ries in Bayern, wurde in der zweiten Hälfte des 17. Jahrhunderts errichtet. Das Fachwerkhaus ist ein geschütztes Baudenkmal.
Das Kleinhaus ist ein zweigeschossiger Satteldachbau mit verputztem Fachwerk. 
Das Haus wurde in den letzten Jahren umfassend renoviert.